# ブルーナ・オノリオ
ブルーナ・オノリオ・ダ・シルバ（Bruna Honório da Silva、1989年7月3日 - ）は、ブラジルの女子バレーボール選手。ブラジル代表。

## 来歴

### クラブチーム
Agudos出身。2008年、AD Pomeranaに入団。2009/10シーズンはABEL Moda Vôleiでプレーした。2010/11シーズンはSão Bernardo Vôleiでプレーした。2012/13シーズンよりレクソーナ・アデスへ移籍し、ブラジルスーパーリーガでは2012/13～2014/15シーズンにかけて3連覇を果たした。2015/16シーズンはSesi Vôlei Bauruへ移籍し、2年間プレーした。2017/18シーズンはEC Pinheirosでプレーし、ブラジルスーパーリーガではベストサーバー賞を受賞した。2018/19シーズンはGerdau/Minasへ移籍し、2018年の世界クラブ選手権で銀メダルを獲得。ブラジルスーパーリーガ、ブラジルカップでは優勝に貢献した。2020/21シーズンはポーランドのRadomka Radomへ移籍し、タウロンリーガでベストスコアラー賞を受賞しチームは4位となった。2021/22シーズンはPGE Rysice Rzeszówと契約し、タウロンリーガ準優勝、ポーランドカップ優勝、欧州チャンピオンズリーグ5位となった。2022/23シーズンは再びブラジルのレクソーナ・アデスでプレーし、スーパーリーガ4位となった。2023/24シーズンはポーランドのグルパ・アゾティ・チェミック・ポリツェへ移籍した。

### 代表チーム
2018年、シニア代表に初選出され、同年のパンアメリカンカップに出場した。

## 受賞歴
- 2018年 - 2017/18ブラジルスーパーリーガ ベストサーバー賞
- 2019年 - 南米クラブ選手権 ベストオポジット賞
- 2021年 - 2020/21ポーランドタウロンリーガ ベストスコアラー賞、ベストスパイカー賞

## 所属クラブ
- AD Pomerana（2008-2009年）
- ABEL Moda Vôlei（2009-2010年）
- São Bernardo Vôlei（2010-2011年）
- EC Pinheiros（2011-2012年）
- レクソーナ・アデス（2012-2015年）
- Sesi Vôlei Bauru（2015-2017年）
- EC Pinheiros（2017-2018年）
- ジェルダウ・ミナス（2018-2020年）
- Radomka Radom（2020-2021年）
- KSディヴェロプレス・ジェシュフ（2021-2022年）
- レクソーナ・アデス（2022-2023年）
- グルパ・アゾティ・チェミック・ポリツェ（2023-2024年）
- KSディヴェロプレス・ジェシュフ（2024年-）